# Tony Charnley

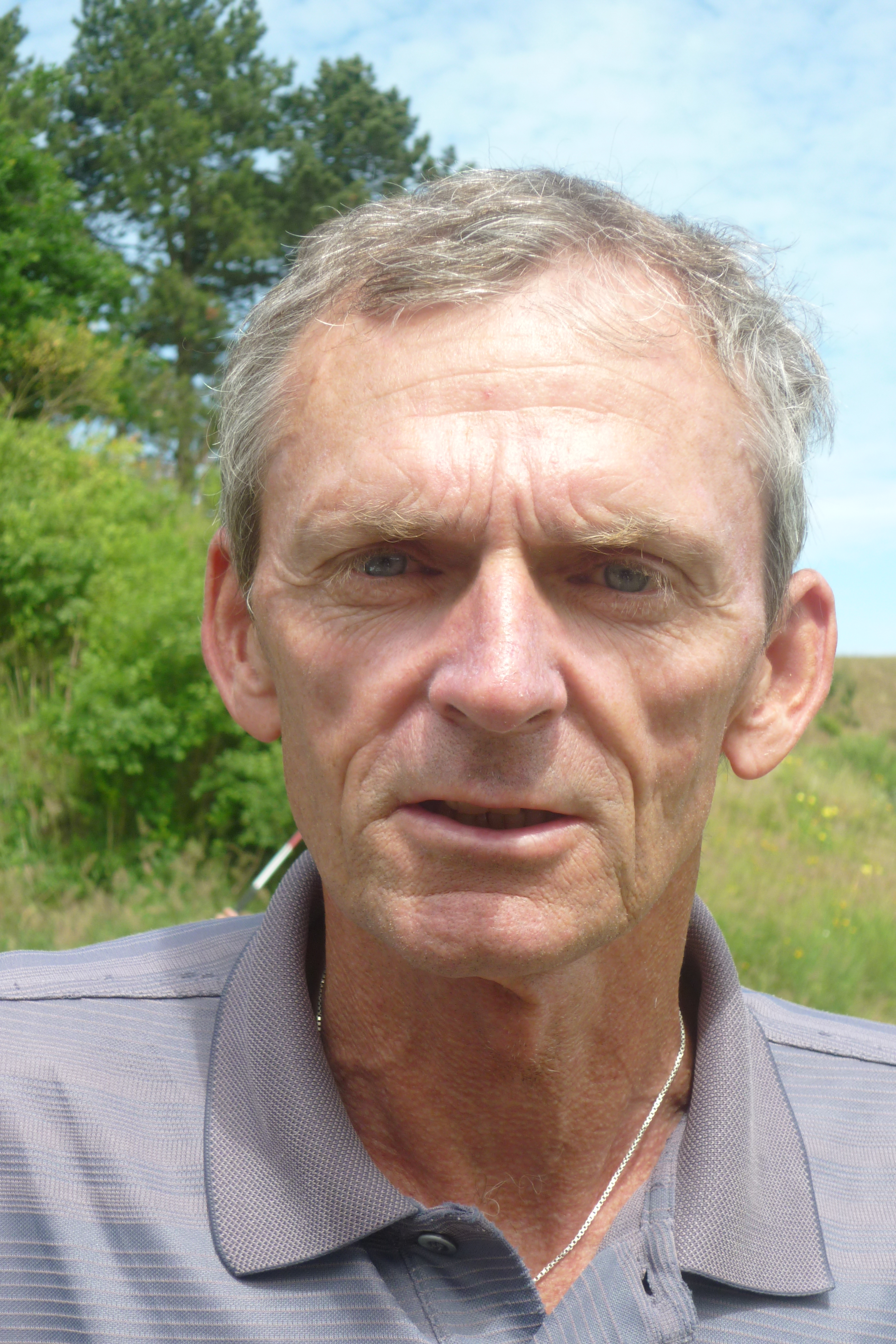
Van Lanschot Senior Open.

Tony Charnley (25 december 1954) is een professioneel golfer uit Derbyshire, Engeland. Hij speelt op de Europese Senior Tour.
Charnley werd in 1974 professional. In 1981 trouwde hij met de Nederlandse Lucienne, die hem als caddie jarenlang op de Europese Tour vergezelde. Tony en Lucienne Charnley hebben een zoon (1996) en een dochter (2003). Ze wonen in Luton, Engeland en gaan 's zomers met hun kinderen naar Texel.
Europese Tour
Charnley heeft nooit een toernooi op de Europese Tour gewonnen, maar behaalde enkele tweede plaatsen, onder meer in 1980 bij het Duits Open achter Mark McNulty.
Senior Tour
In 2005 werd Charnley 2de bij de Nigel Mansell Sunseeker International Classic achter Jim Rhodes.